# روز جهانی زنان در ریاضیات

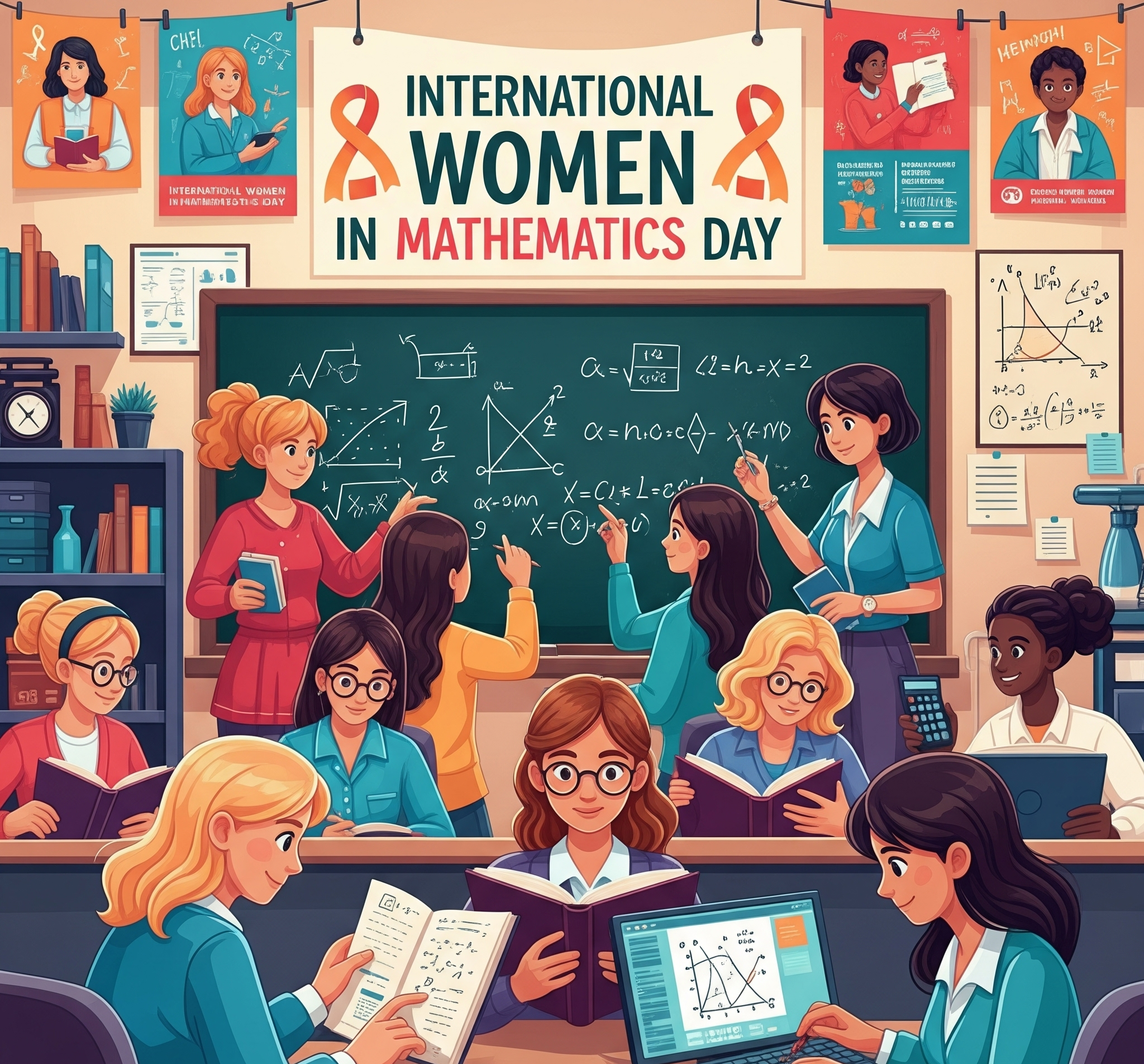
پوستر روز جهانی زنان در ریاضیات

روز جهانی زنان در ریاضیات هر ساله در ۱۲ مه برای تجلیل از دستاوردها و مشارکت‌های زنان در ریاضیات گرامی داشته می‌شود. این تاریخ برای بزرگداشت زادروز مریم میرزاخانی، اولین و تنها زنی که موفق به دریافت مدال فیلدز شد، که اغلب به عنوان جایزۀ نوبل ریاضیات شناخته می‌شود، انتخاب شده است. میرزاخانی، ریاضیدان ایرانی و استاد دانشگاه استنفورد، به دلیل کارهای پیشگامانه‌اش در هندسه و سیستم‌های دینامیکی مشهور بود. او در سال ۲۰۱۷ در سن ۴۰ سالگی درگذشت و میراث او همچنان الهام‌بخش ریاضیدانان در سراسر جهان است.
ابتکار تعیین ۱۲ مه به عنوان روز جهانی زنان در ریاضیات توسط کمیته زنان انجمن ریاضی ایران رهبری و توسط سازمان‌هایی مانند انجمن زنان ریاضیدان آفریقا، انجمن زنان ریاضیدان اروپا و انجمن زنان در ریاضیات حمایت شد. هدف این گروه‌ها ترویج برابری جنسیتی در ریاضیات و تشویق مشارکت زنان و دختران در این زمینه است.
جشن‌های این روز شامل سخنرانی‌ها، کارگاه‌ها و رویدادهایی است که کار زنان ریاضیدان را برجسته کرده و به چالش‌هایی که با آن روبه‌‍رو هستند می‌پردازد. مؤسسات در سراسر جهان در این فعالیت‌ها برای ایجاد یک جامعه ریاضی فراگیرتر شرکت می‌کنند.